# Aria (botanica)
Aria (Pers.) J.Jacq. ex Host, 1831 è un genere di piante della famiglia delle Rosacee

## Tassonomia
Il genere comprende le seguenti specie:
- Aria arvonicola (P.D.Sell) Sennikov & Kurtto
- Aria avonensis (T.C.G.Rich) Sennikov & Kurtto
- Aria baldaccii (C.K.Schneid.) Sennikov & Kurtto
- Aria busambarensis (G.Castellano, P.Marino, Raimondo & Spadaro) Sennikov & Kurtto
- Aria cambrensis (M.Proctor) Sennikov & Kurtto
- Aria cheddarensis (L.Houston & Ashley Robertson) Sennikov & Kurtto
- Aria colchica (Zinserl.) Mezhenskyj
- Aria collina (M.Lepší, P.Lepší & N.Mey.) Sennikov & Kurtto
- Aria cucullifera (M.Lepší & P.Lepší) Sennikov & Kurtto
- Aria danubialis (Jáv.) Sennikov & Kurtto
- Aria edulis (Willd.) M.Roem.
- Aria eminens (E.F.Warb.) Sennikov & Kurtto
- Aria eminentiformis (T.C.G.Rich) Sennikov & Kurtto
- Aria eminentoides (L.Houston) Sennikov & Kurtto
- Aria evansii (T.C.G.Rich) Sennikov & Kurtto
- Aria graeca (Lodd. ex Spach) M.Roem.
- Aria greenii (T.C.G.Rich) Sennikov & Kurtto
- Aria herefordensis (D.Green) Sennikov & Kurtto
- Aria hibernica (E.F.Warb.) Sennikov & Kurtto
- Aria hungarica (Bornm.) Sennikov & Kurtto
- Aria javorkana (Somlyay, Sennikov & Vojtkó) Sennikov & Kurtto
- Aria keszthelyensis (Somlyay & Sennikov) Sennikov & Kurtto
- Aria lancastriensis (E.F.Warb.) Sennikov & Kurtto
- Aria leighensis (T.C.G.Rich) Sennikov & Kurtto
- Aria × leptophylla (E.F.Warb.) Sennikov & Kurtto
- Aria madoniensis (Raimondo, G.Castellano, Bazan & Schicchi) Sennikov & Kurtto
- Aria margaretae (M.Proctor) Sennikov & Kurtto
- Aria meridionalis (Guss. ex Tod.) Raimondo & Greuter
- Aria moravica (M.Lepší & P.Lepší) Sennikov & Kurtto
- Aria obtusifolia (Ser.) Sennikov & Kurtto
- Aria orbiculata (Gabrieljan) Gabrieljan
- Aria pannonica (Kárpáti) Sennikov & Kurtto
- Aria parviloba (T.C.G.Rich) Sennikov & Kurtto
- Aria phitosiana Raimondo & Greuter
- Aria pontis-satanae (M.Lepší & P.Lepší) Sennikov & Kurtto
- Aria porrigentiformis (E.F.Warb.) Sennikov & Kurtto
- Aria richii (L.Houston) Sennikov & Kurtto
- Aria × robertsonii (T.C.G.Rich) Sennikov & Kurtto
- Aria rupicola (Syme) Mezhenskyj
- Aria rupicoloides (L.Houston & T.G.C.Rich) Sennikov & Kurtto
- Aria saxicola (T.C.G.Rich) Sennikov & Kurtto
- Aria spectans (L.Houston) Sennikov & Kurtto
- Aria stankovii (Juz.) Sennikov & Kurtto
- Aria stenophylla (M.Proctor) Sennikov & Kurtto
- Aria stirtoniana (T.C.G.Rich) Sennikov & Kurtto
- Aria subdanubialis (Soó) Sennikov & Kurtto
- Aria taurica (Zinserl.) Sennikov & Kurtto
- Aria tergestina (H.Lindb.) Sennikov & Kurtto
- Aria thaiszii (Soó) Sennikov & Kurtto
- Aria thayensis (M.Lepší & P.Lepší) Sennikov & Kurtto
- Aria ujhelyii (Somlyay & Sennikov) Sennikov & Kurtto
- Aria ulmifolia (Kárpáti) Sennikov & Kurtto
- Aria umbellata (Desf.) Sennikov & Kurtto
- Aria vajdae (Boros) Sennikov & Kurtto
- Aria vexans (E.F.Warb.) Sennikov & Kurtto
- Aria whiteana (T.C.G.Rich & L.Houston) Sennikov & Kurtto
- Aria wilmottiana (E.F.Warb.) Sennikov & Kurtto
- Aria yuarguta H.Ohashi & Iketani
- Aria zolyomii (Soó) Sennikov & Kurtto